# Националистическое республиканское либеральное движение
Националистическое республиканское либеральное движение (исп. Movimiento Liberal Republicano Nacionalista, MOLIRENA — правоцентристская политическая партия в Панаме. Была официально зарегистрирована 12 августа 1982 года. В настоящее время это четвертая по величине партия в стране, насчитывающая 91 466 сторонников (ноябрь 2021 года).
Партия была создана 21 октября 1981 года в результате слияния ряда либеральных и консервативных организаций, выступавших против военного правления и связанных с аграрным и торговым капиталом. Среди них были Движение национального освобождения, Третья националистическая партия, Национально-патриотическая коалициея,  фракциями, ранее отделившимися от Национал-либеральной и Республиканской партий при участии Патриотического союза женщин, Независимого движения юристов, группы APEDE и других.
В 1984 году MOLIRENA было частью Альянса демократической оппозиции (АДО), который проиграл президентские и парламентские выборы, как предполагалось, из-за широкомасштабного мошенничества со стороны военных. В 1987 году MOLIRENA всё чаще вовлекалось в противостояние с правительством, проводя открытую кампанию посредством забастовок и уличных демонстраций, которые были жестоко подавлялись генералом Мануэлем Норьегой, которого оппозиция обвиняла в торговле наркотиками, мошенничестве на выборах, коррупции и убийствах.
В мае 1989 года MOLIRENA вошло в состав Демократического альянса гражданской оппозиции (ADOC), который поддержал на выборах президента кандидатуру панамиста Гильермо Эндара. После свержения генерала Норьеги и официальной ратификации победных результатов оппозиции, вторым вице-президентом республики стал член MOLIRENA Гильермо Форд. В 1991 году председателем Национального собрания стал член MOLIRENA Алонсо Фернандес Гуардиа, депутат от провинции Колон.
На выборах 1994 года MOLIRENA было ведущей партией Альянса за перемены, а Рубен Дарио Карлес был кандидатом в президенты от коалиции. Он получил 171 192 голоса (16,05 %) и занял четвёртое место.
В 1999 году MOLIRENA присоединилось к альянсу «Союз за Панаму», возглавляемого Арнульфистской партией и её кандидатом Мирейей Москосо. Москосо победила на выборах, а лидер MOLIRENA Артуро Вальярино стал первым вице-президентом республики.
В 2004 году MOLIRENA оставалось в союзе с Арнульфистской партией и её кандидатом Хосе Мигелем Алеманом. Партия получила только 8,6 % голосов и 4 из 78 мест в Национальной ассамблее.
В 2009 году MOLIRENA первоначально поддержало Хуана Карлоса Варелу, кандидата от Панамистской партии, но из-за растущей популярности лидера «Демократических перемен» Рикардо Мартинелли либеральные националисты отказались от союза с панамистами и присоединились к Альянсу за перемены, который поддерживал Мартинелли. После победы Мартинелли члены MOLIRENA вошли в правительства и даже была предпринята попытка слияния обеих партий, которую сорвала традиционалистская фракция.
После чистки и изгнания традиционалистов MOLIRENA поддержало «Демократические перемены» и их кандидата в президенты Хосе Доминго Ариаса. 4 мая 2014 года союз двух партия занял второе место на президентских выборах (получил около  из 581 828 голосов отданных за общего кандидата 98 519 голосов MOLIRENA), при этом партия получила только двух депутатов в Национальном собрании и несколько мэров, несмотря на то, что за четыре года удвоила своё членство с 56 000 до 113 000.
После поражения на выборах MOLIRENA решила расторгнуть союз с «Демократическими переменами», объявив себя «независимой оппозицией» Хуану Карлосу Вареле.
На выборах 2019 года MOLIRENA заключила союз с Революционно-демократической партией (PRD), сумев удвоить свою позицию в собрании и сыграв важную роль в победе на президентских выборах Лаурентино Кортисо.